# Aquila africanus
Aquila africanus — хижий птах родини яструбових.

## Населення
Населення знижується, але зниження не вважається досить швидким. Населення, за оцінками, налічує 1000-10000 осіб.

## Морфологічні особливості
Верх чорний, низ тіла білий. Хвіст має темні і світлі коричневі смуги, ноги блідо-жовті.

## Поширення
Країни проживання: Ангола, Бурунді, Камерун, Центральноафриканська Республіка, Республіка Конго, Демократична Республіка Конго, Кот-д'Івуар, Екваторіальна Гвінея, Габон, Гана, Гвінея, Ліберія, Нігерія, Руанда, Сьєрра-Леоне, Того, Уганда. Населяє щільні, вологі ліси.